# Mark Alford
Mark G. Alford (3 de julio de 1962) es un físico teórico estadounidense. Fue presidente, entre 2012 y 2022, del Departamento de Física de la Universidad de Washington en St. Louis. Investiga materia densa dentro de estrellas de neutrones.

## Biografía
Recibió su licenciatura con honores de primera clase en Oxford en 1984 y su maestría y doctorado en Harvard en 1988 y 1990, respectivamente, bajo la supervisión de Sidney Coleman. Posteriormente ocupó puestos postdoctorales en la Universidad de California, el Instituto de Física Teórica de Santa Bárbara (ahora Instituto Kavli), el Laboratorio de Estudios Nucleares de Cornell, el Instituto de Estudios Avanzados y el Centro de Física Teórica del MIT. Se convirtió en profesor en la Universidad de Glasgow en 2000, antes de convertirse en profesor en la Universidad de Washington en 2003. Es miembro de la Sociedad Estadounidense de Física.